# Косьори
Косьори (пол. Kosiory, нім. Reusen) — село в Польщі, у гміні Роґово Рипінського повіту Куявсько-Поморського воєводства.
Населення — 189 осіб (2011).
У 1975-1998 роках село належало до Влоцлавського воєводства.

## Демографія
Демографічна структура станом на 31 березня 2011 року:
|          | Загалом | Допрацездатний вік | Працездатний вік | Постпрацездатний вік |
| -------- | ------- | ------------------ | ---------------- | -------------------- |
| Чоловіки | 88      | 19                 | 60               | 9                    |
| Жінки    | 101     | 25                 | 55               | 21                   |
| Разом    | 189     | 44                 | 115              | 30                   |